# Nikolaj Molčanov
Nikolaj Nikolajevič Molčanov (rusky Никола́й Никола́евич Молча́нов; 18. dubna 1925 – 7. června 1990) byl sovětský historik, vysokoškolský pedagog, profesor. V roce 1948 absolvoval Petrohradskou státní univerzitu. V roce 1953 obhájil práci kandidáta věd na téma Sárská otázka («Саарский вопрос»). V roce 1963 mu byla udělena vědecká hodnost doktora historických věd. V letech 1961–1967 byl děkanem Historicko-filologické fakulty a vedoucím katedry na Ruské univerzitě družby národů.

## Publikace
Nikolaj Molčanov se osobně znal s Charlesem de Gaullem a napsal jeho životopis.
- Саарский вопрос: (1945—1957). — М., 1958.
- Внешняя политика Франции (1944—1954 гг.). — М., 1959.
- Свободный ли это мир? (33 вопроса и ответа.) — М.: Молодая гвардия, 1960. (под псевдонимом Н. Николаев, в соавторстве с О. Н. Прудковым)
- Племянник барона Ришара (повесть). — М.: Молодая гвардия, 1962. (под псевдонимом Н. Николаев)
- Четвертая республика. — М., 1963.
- Тревоги и надежды Европы. — М., 1968.
- Молчанов Н. Н. Монтаньяры. 1989. — 560 с. — 150 000 экз. — ISBN 5-235-00684-4
- Дипломатия Петра Великого. — М.: Международные отношения, 1984. — 440 с.

Překlady do češtiny
- MOLČANOV, Nikolaj Nikolajevič, 1976. Generál de Gaulle (původním názvem: Генерал де Голль, Geněral de Goll). Překlad Pavel Borský; ilustrace : autor obálky Leo Novotný. Praha: Svoboda. 447 s. (Členská knižnice).